# پارک هیونگ شیک
پارک هیونگ شیک (کره‌ای: 박형식؛ زادهٔ ۱۶ نوامبر ۱۹۹۱) بازیگر و خواننده اهل کره جنوبی است او یکی از اعضای گروه پسرانهٔ کی-پاپ زی:آ است. او به عنوان بازیگر به خاطر ایفای نقش در وارثان (۲۰۱۳)، قشر مرفه (۲۰۱۵)، هوارانگ: جوانان جنگجوی شاعر (۲۰۱۶)، دو بونگ سون قدرتمند (۲۰۱۷)، دادخواست‌ها (۲۰۱۸)، شادی (۲۰۲۱)، موسیقی متن شماره ۱ (۲۰۲۲)، شکوفایی جوانی ما (۲۰۲۳) و دکتر اسلامپ (۲۰۲۴) شناخته می‌شود. او همچنین در فیلم‌ها و تئاترهای موزیکال بازی کرده است.

## فیلم‌شناسی

### فیلم
| سال  | عنوان                   | نقش         | توضیحات     | منابع |
| ---- | ----------------------- | ----------- | ----------- | ----- |
| ۲۰۱۱ | رونین پاپ               | کین         |             |       |
| ۲۰۱۳ | جاستین و شوالیه‌های دلیر | جاستین      | دوبله کره‌ای | [ ۲ ] |
| ۲۰۱۷ | ترول‌ها                  | برنچ        | دوبله کره‌ای | [ ۳ ] |
| ۲۰۱۷ | دو پرتو بینایی          | این سو      | فیلم کوتاه  | [ ۴ ] |
| ۲۰۱۹ | عضو هشتم هیئت منصفه     | کوان نام وو |             | [ ۵ ] |

### مجموعه‌های تلویزیونی
| سال       | عنوان                               | نقش                                      | توضیحات      | منابع         |
| --------- | ----------------------------------- | ---------------------------------------- | ------------ | ------------- |
| ۲۰۱۰      | پرنسس دادستان                       | مرد در کلاب                              | قسمت ۲       | [ ۶ ]         |
| ۲۰۱۰      | لطفاً با من ازدواج کن                | کارآموز                                  | قسمت ۱۸      | [ ۶ ]         |
| ۲۰۱۰      | گلوریا                              | کارآموز                                  | قسمت ۱۱، ۱۴  | [ ۶ ]         |
| ۲۰۱۲      | درامای ویژه کی‌بی‌اس: من به یادت هستم | ته سونگ                                  |              | [ ۷ ]         |
| ۲۰۱۲      | مامان احمق                          | اوه سو هیون                              |              | [ ۸ ]         |
| ۲۰۱۲      | خانواده جدید                        | عضو گروه آیدل محبوب                      | قسمت ۳۹      |               |
| ۲۰۱۳      | درامای ویژه کی‌بی‌اس: شباهنگ          | جوانی دو اون چانگ / دو شین وو            |              | [ ۹ ]         |
| ۲۰۱۳      | نُه                                  | جوانی پارک سون وو                        |              | [ ۹ ]         |
| ۲۰۱۳      | وارثان                              | جو میونگ سو                              |              | [ ۱۰ ]        |
| ۲۰۱۴      | چه اتفاقی برای خانواده‌ام افتاده؟    | چا دال بونگ                              |              | [ ۱۱ ]        |
| ۲۰۱۵      | پشتکار گو هه را                     | دانش آموز چا دال بونگ                    | قسمت ۱       | [ ۱۲ ]        |
| ۲۰۱۵      | قشر مرفه                            | یو چانگ سو                               |              | [ ۱۳ ]        |
| ۲۰۱۵      | او زیبا بود                         | خودش                                     | قسمت ۹       | [ ۱۴ ]        |
| ۲۰۱۶–۲۰۱۷ | هوارانگ: جوانان جنگجوی شاعر         | کیم جی دی / سام مِک جونگ / پادشاه جین‌هونگ |              | [ ۱۵ ]        |
| ۲۰۱۷      | دو بونگ سون قدرتمند                 | آن مین هیوک                              |              | [ ۱۶ ]        |
| ۲۰۱۸      | دادخواست‌ها                          | گو یون وو                                |              | [ ۱۷ ]        |
| ۲۰۲۱      | شادی                                | جونگ یی هیون                             |              | [ ۱۸ ] [ ۱۹ ] |
| ۲۰۲۳      | شکوفایی جوانی ما                    | لی هوان                                  |              | [ ۲۰ ]        |
| ۲۰۲۳      | کانگ نام سون قدرتمند                | آن مین هیوک                              | حضور افتخاری | [ ۲۱ ]        |
| ۲۰۲۴      | دکتر اسلامپ                         | یو جونگ وو                               |              | [ ۲۲ ]        |
| ۲۰۲۵      | قلب‌های مدفون                        | سو دونگ جو                               |              | [ ۲۳ ]        |
| ۲۰۲۵      | دوازده                              | او گی                                    |              | [ ۲۴ ]        |

### مجموعه اینترنتی
| سال  | عنوان              | نقش        | منابع  |
| ---- | ------------------ | ---------- | ------ |
| ۲۰۲۲ | موسیقی متن شماره ۱ | هان سون وو | [ ۲۵ ] |

### برنامه تلویزیونی
| سال       | عنوان                    | نقش               | منابع  |
| --------- | ------------------------ | ----------------- | ------ |
| ۲۰۱۲      | د رمانتیک اند آیدل       | عضو گروه بازیگران | [ ۲۶ ] |
| ۲۰۱۳–۲۰۱۴ | مرد واقعی                | عضو گروه بازیگران | [ ۲۷ ] |
| ۲۰۱۵      | قانون جنگل: اندونزی      | عضو گروه بازیگران | [ ۲۸ ] |
| ۲۰۲۲      | در جنگل: تعطیلات دوستانه | عضو گروه بازیگران | [ ۲۹ ] |